# Saving Abel
Saving Abel est un groupe de rock américain, originaire de Corinth, dans le Mississippi. Il est formé par Jared Weeks et Jason Null en 2004.

## Biographie

### Années 2000
Le nom du groupe trouve son origine en référence à l'histoire biblique de Caïn et Abel. Alors que Jared Weeks jouait de la guitare en compagnie de son meilleur ami, Jason Null se produisait dans un autre groupe local. À la suite de leur rencontre, tous deux écrivent et aiguisent le style d'écriture intime, qui caractérise désormais le groupe Saving Abel. Au début de l'année 2005, Skidd Mills, célèbre producteur (ZZ Top, Saliva, et Robert Cray), est marqué par leur talent, et prend la décision de leur offrir un studio d'enregistrement.
Peu à peu, d'autres membres viennent agrandir les rangs du groupe ; le guitariste Scott Bartlett, le bassiste Eric Taylor et le batteur Blake Dixon. Le 11 mars 2008 est une date importante pour le groupe ; Saving Abel sort leur premier album éponyme. Addicted en sera le premier single, suivi de 18 Days. Addicted est classé à la 49e place du Billboard 200. L'album est certifié disque d'or le 16 mars 2009, grâce au premier single. Le morceau 18 Days est inclus dans les jeux Tap Tap Revenge sur iPhone et iPod Touch. Le morceau New Tattoo est inclus dans le jeu vidéo MotorStorm: Pacific Rift (2008) sorti sur Playstation 3.

### Années 2010
Sorti le 8 juin 2010, Miss America est le second album studio du groupe. Le 17 juillet 2012 parait leur troisième album, Bringing Down the Giant. Le morceau After All est inclus dans la série NCIS : Enquêtes spéciales.
Le 6 août 2013, le groupe publie Cracking the Safe, un EP produit et mixé par Skidd Mills, le groupe n'ayant plus de label à cette époque. Le 27 décembre 2013, Jared Weeks, chanteur du groupe, annonce via une « lettre ouverte aux fans » sa décision de quitter le groupe. Il est remplacé immédiatement par Scotty Austin (ancien chanteur du groupe Trash the Brand).

## Membres

### Membres actuels
- Scotty Austin - chant
- Jason Null - guitare solo, chœurs
- Scott Bartlett - guitare rythmique, chœurs
- Eric Taylor - guitare basse, chœurs
- Michael McManus – batterie

### Anciens membres
- Daniel Dwight - guitare basse, chœurs
- Jared Weeks - chant
- Rick Anderson - batterie
- Blake Dixon - batterie

## Discographie

### Albums studio
| 2008                                                     | Saving Abel - Sortie : 11 mars 2008 - Label : Virgin - Formats : CD, téléchargement              | 49 | 10 | 4 | 80 | - US: Gold |
| 2010                                                     | Miss America - Sortie : 8 juin 2010 - Label : Virgin - Formats : CD, téléchargement              | 24 | 3  | 1 | —  |            |
| 2012                                                     | Bringing Down the Giant - Sortie : 17 juillet 2012 - Label : eOne - Formats : CD, téléchargement | —  | —  | — | —  |            |
| « — » signifie que le titre n'a atteint aucun classement |                                                                                                  |    |    |   |    |            |

### EP
| Année | Détails |
| ----- | --- |
| 2009  | 18 Days Tour EP - Sortie : 7 avril 2009 - Label: Virgin - Formats: CD                                         |
| 2013  | Cracking the Safe EP - Sortie : 6 août 2013 - Label : Skiddco Records / Hell No Pickin' - Formats : Numérique |

### Singles
| Année | Titre                           | Meilleure position | Meilleure position | Meilleure position | Meilleure position | Meilleure position | Meilleure position | Meilleure position | Meilleure position | Meilleure position | Certifications           | Album                   |
| Année | Titre                           | US                 | US Adult           | US Alt.            | US Main.           | US Rock            | AUS                | CAN                | CAN Alt.           | CAN Rock           | Certifications           | Album                   |
| --- | ------------------------------- | ------------------ | ------------------ | ------------------ | ------------------ | ------------------ | ------------------ | ------------------ | ------------------ | ------------------ | ------------------------ | ----------------------- |
| 2008 | Addicted                        | 20                 | 10                 | 6                  | 2                  | —                  | 36                 | 44                 | ×                  | ×                  | - US : disque de platine | Saving Abel             |
| 2008 | 18 Days[A]                      | 104                | 32                 | 10                 | 6                  | —                  | —                  | —                  | ×                  | ×                  |                          | Saving Abel             |
| 2009 | Drowning (Face Down)            | —                  | —                  | 23                 | 3                  | 10                 | —                  | —                  | 29                 | 12                 |                          | Saving Abel             |
| 2010 | Stupid Girl (Only In Hollywood) | —                  | —                  | 31                 | 7                  | 22                 | —                  | —                  | 40                 | 16                 |                          | Miss America            |
| 2010 | The Sex Is Good                 | —                  | —                  | 22                 | 1                  | 10                 | —                  | —                  | 31                 | 5                  |                          | Miss America            |
| 2011 | Miss America                    | —                  | —                  | —                  | 14                 | 36                 | —                  | —                  | —                  | —                  |                          | Miss America            |
| 2012 | Bringing Down the Giant         | —                  | —                  | —                  | 18                 | —                  | —                  | —                  | —                  | —                  |                          | Bringing Down the Giant |
| « — » signifie que le titre n'a atteint aucun classement « × » montre les périodes durant lesquelles les classements ne pas (ou plus) été atteints. |                                 |                    |                    |                    |                    |                    |                    |                    |                    |                    |                          |                         |